# (33110) 1998 AM10
1998 أي أم 10 (ويعرف أيضًا باسم (33110) 1998 أي أم 10 وفق تسمية الكوكب الصغير) (بالإنجليزية: 1998 AM10)‏ هو كويكب ضمن حزام الكويكبات؛ وترتيبه 33110 من حيث الاكتشاف.
اكتُشف هذا الجُرم الفلكي بواسطة جون بروفتون في 2 يناير 1998.

## وصلات خارجية
- (33110) 1998 AM10 في قاعدة بيانات مختبر الدفع النفاث لأجرام النظام الشمسي الصغيرة

- الاكتشاف · مخطط المدار ·  العناصر المدارية · المعلمات المادية

- (33110) 1998 AM10 على موقع ويكي سكاي: DSS2, SDSS, GALEX, IRAS, Hydrogen α, X-Ray, Astrophoto, Sky Map, Articles and images